# Pere Gratacós
 (septembre 2014).
Si vous disposez d'ouvrages ou d'articles de référence ou si vous connaissez des sites web de qualité traitant du thème abordé ici, merci de compléter l'article en donnant les références utiles à sa vérifiabilité et en les liant à la section « Notes et références ».
Pere Gratacós Boix, né le 14 février 1958 à Besalú (province de Gérone, Espagne), est un footballeur espagnol reconverti en entraîneur.
Depuis 2010, il est directeur de la Cité sportive Joan Gamper.

## Biographie

### Joueur
Pere Gratacós commence à jouer au football avec le club de Besalú. À l'âge de 16 ans, il rejoint les juniors du FC Barcelone.
Lors de la saison 1979-1980, il est prêté au Real Valladolid avec qui il monte en première division. En 1980, il revient à Barcelone pour jouer avec l'équipe réserve, le FC Barcelone B en Segunda División B.
Il joue pendant trois saisons avec l'équipe réserve devenant même capitaine de l'équipe. Il joue cinq matchs avec l'équipe première mais pas en championnat.
Le manque d'opportunités pour jouer avec le Barça fait qu'il part à Osasuna durant l'été 1983. Il joue deux matchs en première division avec Osasuna. Lors de sa deuxième saison avec Osasuna, il ne joue guère davantage.
En 1985, il est libéré de son contrat et peut signer avec l'UE Figueres qui joue en Segunda División B. Le club monte en deuxième division en 1986.
Gratacós reste pendant huit saisons à Figueres qui sont les meilleures années du club. Au terme de la saison 1991-1992, Figueres dispute le play-off de promotion en première division. Une année après, le club descend en Segunda División B. Âgé de 35 ans, Gratacós décide alors de mettre un terme à sa carrière de joueur. Il rejoint la direction sportive du club.

### Entraîneur
Après l'obtention de son diplôme d'entraîneur en 1994, Pere Gratacós connaît ses premières expériences d'entraîneur intérimaire lors de la saison 1994-1995 avec l'UE Figueres.
Il entraîne ensuite pendant deux saisons le club de l'Agrupació Esportiva Roses qui joue en 6e division (Regional preferente).
En 1997, il entraîne Girona FC qu'il fait monter en Troisième division. Au milieu de la saison 1999-2000, il est relevé de ses fonctions car la direction du club considère que l'objectif de monter en Segunda División B ne pourra pas être tenu.
Il retourne entraîner l'UE Figueres lors de la saison 2001-2002. Le club créé la sensation en devenant la première équipe de Segunda División B qui parvient à se qualifier pour les demi-finales de la Coupe d'Espagne, en éliminant au passage le FC Barcelone.
L'arrivée de Joan Laporta à la présidence du Barça entraîne une profonde rénovation du football formateur. Gratacós est recruté pour entraîner le FC Barcelone B avec l'objectif de le faire monter en deuxième division.
Le Barça B termine 8e et 11e lors des deux saisons de Gratacós à la tête de l'équipe, assez loin des places de promotion, ce qui fait que son contrat n'est pas renouvelé en juin 2005.
Gratacós rebondit en décembre 2005 lorsque le nouveau président de la Fédération catalane, Jordi Roche, le nomme sélectionneur de l'équipe de Catalogne. Gratacós débute comme sélectionneur le 28 novembre 2005 avec un match nul 1 à 1 face au Paraguay.
Son contrat avec l'équipe catalane expire en juin 2009. Son bilan est de deux victoires, trois matchs nuls et une défaite.
En janvier 2010, Pere Gratacós devient directeur de la Ciutat Esportiva Joan Gamper, le centre d'entraînement récemment inauguré du FC Barcelone.